# Џу Жунгђи
Џу Жунгђи (кин: 朱镕基; Чангша, 23. октобар 1928) је пензионисани кинески политичар који је био премијер Кине од 1998. до 2003. и члан Сталног комитета Политбироа Комунистичке партије Кине од 1992. до 2002. заједно са генералним секретаром КПК Ђанг Цемином.
Рођен у Чангши, у Хунану. У чланство КП Кине примљен је 1949. године, исте године када је основана Народна Република Кина. Радио је у Државној комисији за планирање између 1952. и 1958. и критиковао је економску политику Мао Цедунга током Кампање стотину цветова 1957. године, због чега је био означен као „десничар“ у каснијој Антидесничарској кампањи, што је довело до тога да је Џу био деградиран и искључен из партије. После је послат на рад у удаљену кадровску школу. Помилован је, иако није политички рехабилитован 1962. године, након глади изазване Великим скоком напред, и поново био распоређен у Државну планску комисију. Поново је прочишћен током Културне револуције, када је послат на преваспитање у Седмомајску кадровску школу.
Након Маове смрти 1976. и успона Денг Сјаопинга након тога, Жу је политички рехабилитован и дозвољено му је да се поново придружи КП Кине. Радио је у Министарству нафте од 1976. до 1979. године, а 1979. године се придружио Државној економској комисији, наследнику Државне планске комисије; служио је као заменик министра комисије од 1983. до 1987, а 1988. је постао градоначелник Шангаја, где је спроводио економске реформе. Радио је са секретаром КПК Шангаја Ђанг Цемином, којег је наследио на месту секретара КПК Шангаја 1989. године, када је Ђанг унапређен у генералног секретара КП Кине.
Жу је постао прворангирани потпредседник 1993. године, док је био под вођством премијера Ли Пенга, где је наставио са даљим економским реформама. Он је надаље био унапређен у премијера 1998. године. У свом својству првог потпредседника и премијера Жу се сматрао водећом фигуром иза кинеске економске политике. Имао је репутацију тврдог, али прагматичног администратора. Током његовог мандата, кинеска економија је забележила двоцифрени раст. Жу је такође био много популарнији од свог претходника Ли Пенга међу кинеском јавношћу. Међутим, Жуови противници наводе да је његов чврст и прагматичан став према политици био нереалан и непотребан, а многа његова обећања су остала неиспуњена. Жу се пензионисао 2003. године и од тада више није јавна личност.